# Gräfenhain
Gräfenhain település Németországban, azon belül Türingiában. Lakosainak száma 1387 fő (2017. december 31.).

## Népesség
A település népességének változása:

| 2017 | 1 387 |